# Therioaphis pteromaculata
Therioaphis pteromaculata är en insektsart som beskrevs av Quednau 2003. Therioaphis pteromaculata ingår i släktet Therioaphis och familjen långrörsbladlöss. Inga underarter finns listade i Catalogue of Life.